# Microcefalia
La microcefalia è una malformazione neurologica nella quale la circonferenza del cranio è notevolmente più piccola della media per età e sesso.
La microcefalia può essere congenita o può svilupparsi nei primi anni di vita. La malformazione cranica può essere causata da varie condizioni che causano una crescita anormale del cervello o da sindromi associate ad anomalie cromosomiche ad esempio la Sindrome del grido di gatto causata da una delezione di una porzione variabile (5-40 Mb) del braccio corto del cromosoma 5.